# Zylinderbetondruckfestigkeit im Bestand in der SIA269/2
Die Zylinderbetondruckfestigkeit im Bestand ist in der Schweiz durch die Norm SIA 269/2 geregelt. Man kann sie mittels Versuchen ermitteln. Es gibt jedoch auch die Möglichkeit, die Betondruckfestigkeit über Angaben in den Bauunterlagen zu bestimmen und mit der damaligen Norm in die heutigen Werte umzurechnen.
Die Betondruckfestigkeit sollte gemäss der Norm SN EN 13791 durchgeführt werden. Die Bohrkerne sollten eine Länge und einen Durchmesser von 100 mm haben. Es ist auch möglich, mit indirekten Verfahren, zum Beispiel Rückprallhammer, Ausziehversuche, Ultraschallimpulsmessung oder Ultraschallechomessung die Druckfestigkeit zu ermitteln. Es gibt in dieser Norm zwei Ansätze, der Ansatz A kann genommen werden falls mehr als 15 Proben vorliegen. Der Ansatz B, für weniger als 15 Proben, dieser Norm ist auch in der SIA296/2 als Tabelle unten abgebildet. Sollten die Bohrkerne einen Durchmesser und Länge von 50 mm haben, muss in Abhängigkeit des Grösstkrondurchmessers Dmax die Anzahl Proben erhöht werden. Bei einem Dmax= 32 mm sind die Proben um das Fünffache zu erhöhen. Bei einem Dmax ≤ 16 mm ist die dreifache Anzahl der Proben zu entnehmen. Es ist auf jeden Fall notwendig, mindestens drei Prüfergebnisse zu ermitteln.

| Druckfestigkeitsklasse | Niedrigstes Prüfergebnis fci,min [N/mm²] | Mittelwert von n Prüfergenisen fcm(n) [N/mm²] | Mittelwert von n Prüfergenisen fcm(n) [N/mm²] | Mittelwert von n Prüfergenisen fcm(n) [N/mm²] |
| Druckfestigkeitsklasse | Niedrigstes Prüfergebnis fci,min [N/mm²] | n = 3 bis 6                                   | n = 7 bis 9                                   | n = 10 bis 15                                 |
| ---------------------- | ---------------------------------------- | --------------------------------------------- | --------------------------------------------- | --------------------------------------------- |
| C8/10                  | 5                                        | 16                                            | 15                                            | 14                                            |
| C12/15                 | 9                                        | 20                                            | 19                                            | 18                                            |
| C16/20                 | 13                                       | 24                                            | 23                                            | 22                                            |
| C20/25                 | 17                                       | 28                                            | 27                                            | 26                                            |
| C25/30                 | 22                                       | 33                                            | 32                                            | 31                                            |
| C30/37                 | 27                                       | 38                                            | 37                                            | 36                                            |
| C35/45                 | 34                                       | 45                                            | 44                                            | 43                                            |
| C40/50                 | 39                                       | 50                                            | 49                                            | 48                                            |
| C45/55                 | 43                                       | 54                                            | 53                                            | 52                                            |
| C50/60                 | 47                                       | 58                                            | 57                                            | 56                                            |
| C55/67                 | 53                                       | 64                                            | 63                                            | 62                                            |
| C60/75                 | 60                                       | 71                                            | 70                                            | 69                                            |
| C70/85                 | 68                                       | 79                                            | 78                                            | 77                                            |

Es kann auch eine Druckfestigkeitszunahme berücksichtigt werden, falls der Beton keine Schädigungen hat, wie Frostschäden, starke Korrosion oder Alkali-Aggregat-Reaktion (AAR), und falls es eine genügende Anzahl Prüfungen während der Ausführung durchgeführt wurden. Die Formel der Druckfestigkeitszunahme für Beton, welcher etwa vor 1990 oder 1985 verbaute wurde und keine puzzolanische oder hydraulische Zuschlagstoffe enthält, lautet wie folgt:
{\displaystyle f_{cm(t)}=f_{cm,28}\cdot 0.41[(\log {t})+1]}
Dabei ist {\displaystyle f_{cm(t)}} die mittlere Betondruckfestigkeit abhängig von der Zeit. {\displaystyle f_{cm,28}} ist die mittlere Betondruckfestigkeit nach 28 Tagen. {\displaystyle t} ist die Zeit in Tagen. {\displaystyle log} ist der dekadische Logarithmus.
Für Betone neueren Alters kann die Formel aus der SIA262 genommen werden, oder eine Formel aus dem CEB Model Code 2010, welche folgendermassen lautet:
{\displaystyle f_{cm(t)}=f_{cm,28}\cdot \beta _{cc}(t)} mit {\displaystyle \beta _{cc}(t)=exp\{s[1-({\frac {28}{t}})^{\frac {1}{2}}]\}} wobei {\displaystyle \beta _{cc}(t)} ein zeitabhängiger Beiwert ist, {\displaystyle exp} die natürliche Exponentialfunktion und s ein Beiwert zur Berücksichtigung der Zementfestigkeitsklasse ist. Der Wert s hat folgende Werte:
s=0.2 für CEM 52,5 N, CEM 42,5 R
s=0.25 für CEM 42,5 N, CEM 32,5 R
s=0.3 für CEM 32,5 N
Falls genügend Unterlagen des Bestands vorhanden sind, wie Pläne, statische Berichte und Lieferscheine, ist es auch möglich, über die alten Normen die Betondruckfestigkeit zu ermitteln und sie umzurechnen in die heutigen Normen, siehe dazu die Tabelle unten:

| Druckfestigkeitsklasse  | Norm oder Richtlinie (Jahr)          | Zementgehalt [kg/m³] | Charakteristische Werte fck [N/mm²] |
| ----------------------- | ------------------------------------ | -------------------- | ----------------------------------- |
| B20/10                  | SIA 162 (1989)                       |                      | 9,6                                 |
| B25/15                  | SIA 162 (1989)                       |                      | 13,6                                |
| B30/20                  | SIA 162 (1989)                       |                      | 17,6                                |
| B35/25                  | SIA 162 (1989)                       |                      | 21,6                                |
| B40/30                  | SIA 162 (1989)                       |                      | 25,6                                |
| B45/35                  | SIA 162 (1989)                       |                      | 29,6                                |
| B50/40                  | SIA 162 (1989)                       |                      | 33,6                                |
| B55/45                  | SIA 162 (1989)                       |                      | 37,6                                |
| BN unbewehrt            | SIA 162/34 (1976) und SIA 162 (1968) | 150                  | 6,4                                 |
| BN unbewehrt            | SIA 162/34 (1976) und SIA 162 (1968) | 200                  | 9,6                                 |
| BN unbewehrt            | SIA 162/34 (1976) und SIA 162 (1968) | 250 oder höher       | 12,8                                |
| BH unbewehrt            | SIA 162/34 (1976) und SIA 162 (1968) | 250 oder höher       | 19,2                                |
| BN bewehrt              | SIA 162/34 (1976) und SIA 162 (1968) | 300                  | 12,8                                |
| BH bewehrt              | SIA 162/34 (1976) und SIA 162 (1968) | 300 oder höher       | 19,2                                |
| BS bewehrt              | SIA 162/34 (1976) und SIA 162 (1968) | 300 oder höher       | 24,0                                |
| Normaler Beton B.N.     | SIA 162/34 (1956) und SIA 115 (1935) | 150                  | 3,4                                 |
| Normaler Beton B.N.     | SIA 162/34 (1956) und SIA 115 (1935) | 200                  | 5,3                                 |
| Normaler Beton B.N.     | SIA 162/34 (1956) und SIA 115 (1935) | 250                  | 7,7                                 |
| Normaler Beton B.N.     | SIA 162/34 (1956) und SIA 115 (1935) | 300                  | 10,6                                |
| Normaler Beton B.N.     | SIA 162/34 (1956) und SIA 115 (1935) | 350                  | 13,4                                |
| Hochwertiger Beton B.H. | SIA 115 (1935)                       | 250                  | 12,0                                |
| Hochwertiger Beton B.H. | SIA 162/34 (1956) und SIA 115 (1935) | 300                  | 16,3                                |
| Hochwertiger Beton B.H. | SIA 162/34 (1956) und SIA 115 (1935) | 350                  | 20,7                                |